# Helmintosporioza liści kukurydzy

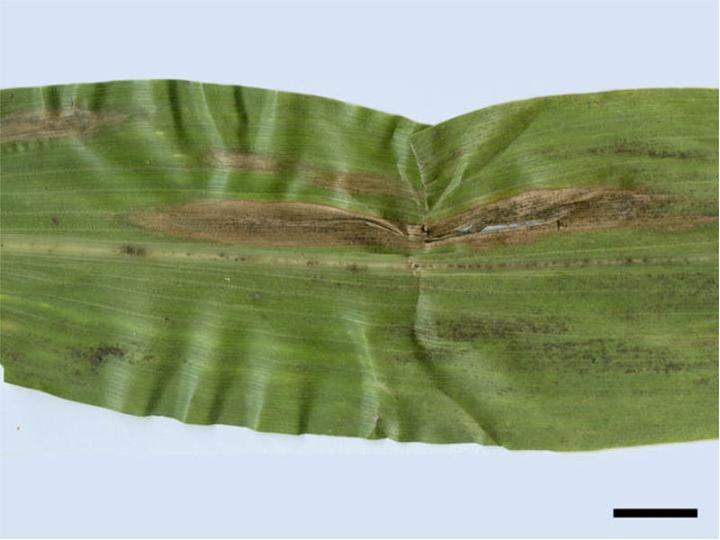
Objawy na liściu kukurydzy

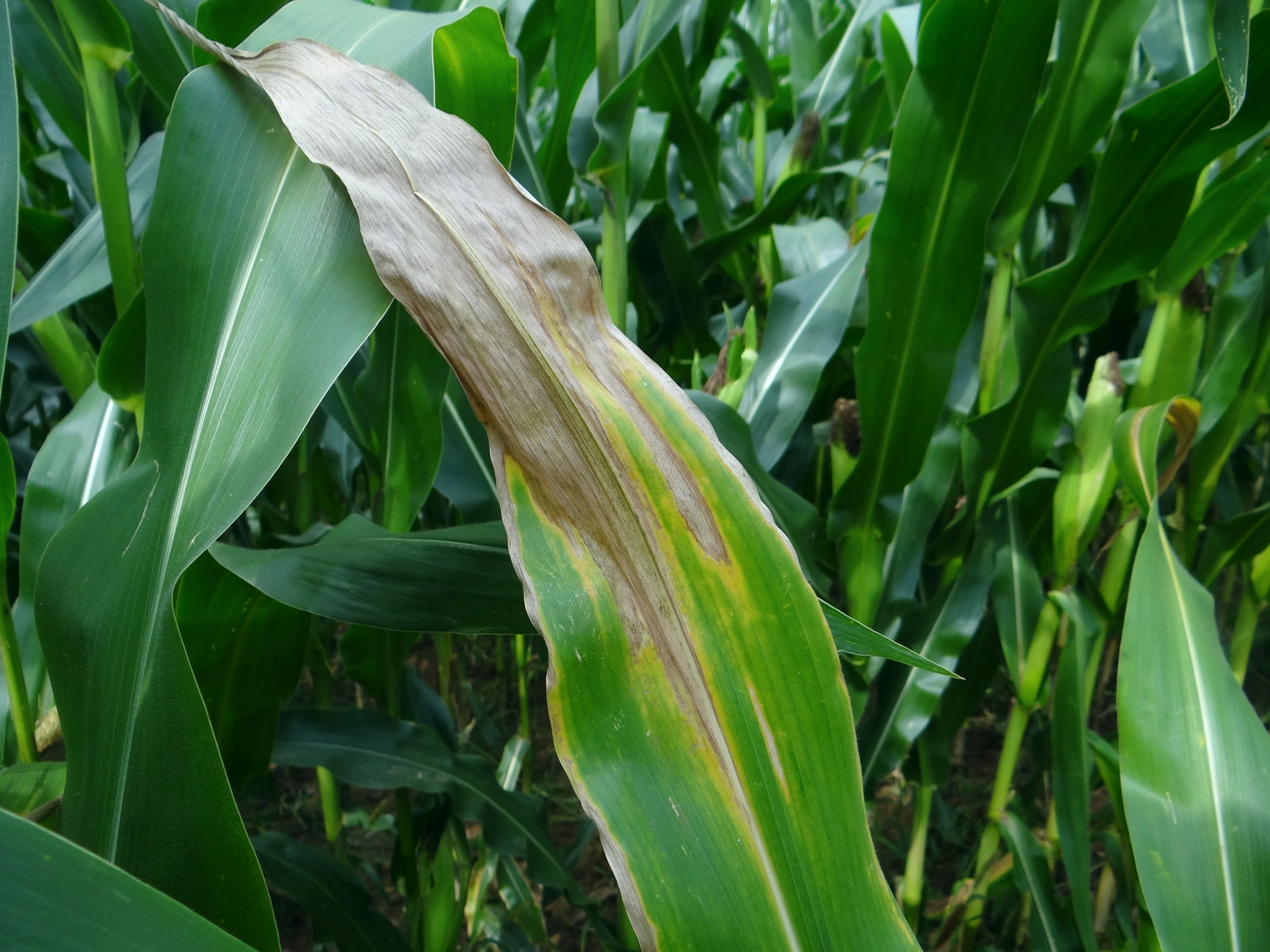

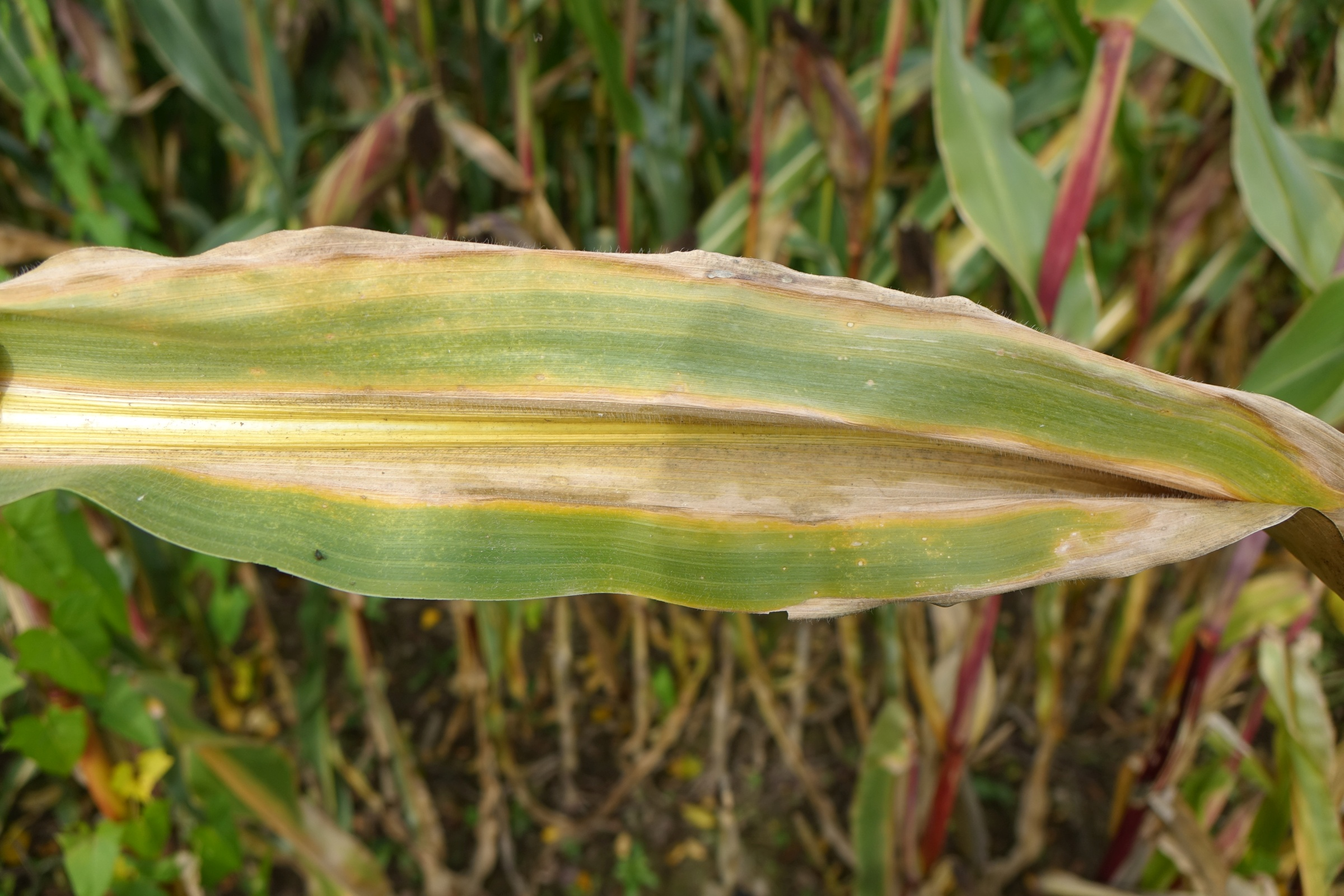

Helmintosporioza liści kukurydzy lub żółta plamistość liści kukurydzy (ang. leaf blight of maize, northern corn leaf blight, northern leaf blight of maize) – grzybowa choroba kukurydzy (Zea mys). Opisano 3 gatunki wywołujących ją grzybów: Bipolaris zeicola, Exserohilum turcicum i Cochliobolus heterostrophus (nazwy naukowe według Index Fungorum).

## Występowanie i objawy
Występuje w południowej Polsce, czyli w najcieplejszych rejonach uprawy kukurydzy. Atakuje kukurydzę i sorgo. Choroba powoduje kilkuprocentowe straty plonu ziarna i pogorszenie jakości paszy.
Objawy zwykle pojawiają się najpierw na dolnych liściach, później na środkowych, w końcu na liściach okrywających kolbę. Są to długie (2,5–15 cm) i eliptyczne, początkowo szaro-zielone, ale potem bladoszare lub przypalone plamy. Często w środku są ciemniejsze i mają nieregularne wydłużone brzegi. Jeżeli na liściu wystąpi kilka plam to blaszka liściowa pęka i liść zasycha. Często całe liście obumierają.

## Epidemiologia
Grzyb zimuje na resztkach pożniwnych i na ziarnie siewnym w postaci grzybni i zarodników. Chorobie sprzyja wiatr, umiarkowanie deszczowa pogoda, uszkodzenie liści przez mszyce oraz porażenie przez inne grzyby. Jego zarodniki mogą być przenoszone na duże odległości przez wiatr i krople deszczu.

## Ochrona
Najlepszym sposobem jest uprawa odmian odpornych na helmintosporiozę. Istnieją odmiany zawierające gen Ht odpowiedzialny za odporność na grzyba. Istnieją dwa rodzaje oporności na helmintosporiozę: wywołane przez jeden gen Ht i poligeniczne (kontrolowana przez wiele genów). Odmiany z genem Ht są podatne na niektóre rasy patogenu. Odporność poligeniczna zapewnia odporność wszystkim rasom, ale odporność nie jest tak absolutna jak odporność na Ht. U odmian z genem Ht zmiany na liściach są mniejsze, chlorotyczne i mogą rozwinąć się w liniowe smugi. Zmiany te rzadko wytwarzają zarodniki.
Chorobie zapobiega płodozmian – przestrzeganie czteroletnich przerw w uprawie kukurydzy na tym samym polu, jej natężenie zmniejsza staranne przyorywanie resztek pożniwnych. Stosowanie czteroletniego płodozmianu jest jednak często trudne do zastosowania. Istnieje kilka fungicydów dolistnych przeznaczonych do zwalczania helmintosporiozy.